# Берёзковский сельсовет (Могилёвская область)
Берёзковский сельсовет — административно-территориальная единица на территории Хотимского района Могилёвской области Белоруссии.

## Географическое положение
Сельсовет находится в западной части Хотимского района, граничит с Батаевским, Боханским, Чернявским сельсоветами, Костюковичским районом.
Административный центр — агрогородок Берёзки, находится на расстоянии 20 км от Хотимска.

## Промышленность и сельское хозяйство
- ОАО «Октябрь-Берёзки»

## Социальная сфера
На территории сельсовета расположены: Берёзковский детский сад, средняя общеобразовательная школа, сельская амбулатория врачебной общей практики и аптека, фельдшерско-акушерский пункт, дом культуры, библиотека, отделение связи, 2 магазина.

## Состав
Берёзковский сельсовет включает 8 населённых пунктов:
- Берёзки — агрогородок.
- Владимировка — деревня.
- Клин — деревня.
- Красная Заря — деревня.
- Ново-Григорьевка — деревня.
- Роскошь — деревня.
- Яново — посёлок.
- Янополье — деревня.

Упразднённые населённые пункты:
- Игнатовка — деревня.
- Молотовка — деревня.